# Chojniczanka Chojnice
El Chojniczanka Chojnice es un equipo de fútbol polaco de la ciudad de Chojnice, en el voivodato de Pomerania. Actualmente juega en la II Liga, la tercera categoría del país.

## Historia
El MKS Chojniczanka Chojnice fue fundado el 10 de marzo de 1930, aunque previamente había un equipo no profesional de fútbol en la localidad de Chojnice. A comienzos de la Segunda Guerra Mundial, el Chojniczanka contaba con varias secciones deportivas (fútbol, balonmano, voleibol y hockey), aunque la falta de presupuesto y los malos resultados obligaron a cerrar las secciones, dejando tan solo la fútbol abierta.
Actualmente, hay tres secciones abiertas dentro del MKS Chojniczanka Chojnice: fútbol, boxeo y atletismo, aunque ninguna de ellas destaca a nivel nacional. El mayor hito del equipo tuvo lugar en 2013, cuando el Chojniczanka alcanzó por primera vez en su historia el ascenso a la I Liga, la segunda división del sistema de ligas de Polonia, después de varias décadas en el ámbito regional y en la II Liga.